# ورق مقهر
الورق المقهر هو ورق خضع لعملية تقهير، وتقهير الورق تعني تشذيب وتنقية الورق وتحويله إلى ورق ناعم صالح للكتابة بعد أن كان خشناً لا يساعد الخطاط على إنجاز ما يريد من الكتابة.
عملية تقهير الورق هي عملية معروفة لدى الخطاطين وهي جزء من الخط.

## عملية تقهير الورق
1. شد الورق: الورق بطبيعته مكون من ألياف صغيرة ملتفة حول بعضها البعض لتكون جسم الورقة. وعند تعرض هذه الألياف للماء فإنها تتمدد. فإذا وضعت قطرة من الماء على ورقة فان الجزء المبتل ينتفخ. وحتى لو جفت الورقة فان من الصعب ارجاع هذا الجزء إلى حالته الأولى. وهذا الانتفاخ في الورقة يكون أكبر كلما خف سمك الورقة وكلما زاد استعمال الحبر أو الألوان المائية على سطح الورقة. عملية التقهير تسمح لكل ألياف الورقة بالتمدد بشكل أفضل ومتناسب مما يجعل كبس الورقة أسهل. وعملية الكبس التقليدية تحتاج إلى وقت طويل بالطبع. والأسلوب الأفضل والأسرع لشد الورقة هو ما يستعمله رسامو الألوان المائية. وتتلخص العملية بتغطيس كامل الورقة بالماء ولمدة قد تصل إلى ربع ساعة. الوقت طبعا يعتمد على سمك الورقة. فالورق الخفيف لا يتحمل الوقت الطويل في الماء. بعد ذلك توضع الورقة على لوح وتثبت أطراف الورقة بالشريط اللاصق وتترك لتجف. هذه العملية تبقي على الورقة بشكل مستوي عند وضع الألوان المائية عليها ولا تظهر انتفاخات في الورقة بسبب الماء.
2. معالجة الورق بالتقهير يعطي الورقة وجها أملس وناعماً ليسهل انسياب القصبة على السطح. وهنا يجب أن نتذكر أن صناعة الورق في السابق لم تستطع صناعة الورق الناعم الموجود لدينا الآن فكان لا بد من ابتكار طريقة لتعطي الخطاط هذه الميزة في الورق. ومعالجة الورق بالبيض وصقله من بعد هو الذي يعطي لسطح الورقة هذه الميزة المهمة التي يحتاجها الخطاط.
3. إضافة البيض في عملية التقهير تساعد على سد المسامات الموجودة في الورق وبهذا يحدّ من نفوذ الماء والحبر إلى جسم الورقة. هذه الميزة تعطي الخطاط القدرة على سحب القصبة سحبات أطول مما لو كانت مسامات الورقة مفتوحة. وهذه الميزة أيضا تساعد على تصحيح الاخطاء والهفوات في اللوحة. فلو نفذ الحبر إلى جسم الورقة لكان التصحيح والترتيش أصعب.
4. إضافة البيض في المعالجة تعطي تماسكا أكثر للسطح أو الورق. فالبيض يتحول إلى مادة تشبه الغراء وتزيد من تماسك ألياف الورق ولا يتأثر بالبلل.
5. ومن الفوائد الأخرى للبيض كونه يعمل عازلاً ومانعاً للرطوبة. والرطوبة هي من أكثر الأشياء التي تساعد على تلف الورق. وقد استعمل البيض مانعاً للرطوبة منذ القدم في فنون كثيرة.
6. أما المادة المهمة الأخرى في عملية التقهير فهي الشبة وهي مادة تضاف وتستعمل لتثبيت ألوان الحبر أو الصباغ. ولهذا فهي تستعمل في تثبيت الألوان على الأنسجة والصوف وغيرها. والشب يعمل أيضا على التقاط وتثبيت الحبر بسرعة. فمن المعروف أنك لو وضعت قطرة صغيرة من الماء على سطح ناعم ومصقول فإن الماء سوف يتجمع على هيئة كرات ولا ينتشر. والشب يحدّ من هذه الظاهرة ويثبت الحبر حال مرور القصبة على الورق وخاصة في الأماكن الدقيقة والرفيعة.
7. مادة الشاي: استعمال الشاي له تاْثير في إعطاء الورق اللون.